# فيرجينيا اندروز
فيرجينيا اندروز (بالإنجليزية: V. C. Andrews)‏ (و. 1923 – 1986 م) هي كاتِبة، وروائية أمريكية، ولدت في بورتسموث, فيرجينيا، توفيت في فيرجينيا بيتش، فيرجينيا، عن عمر يناهز 63 عاماً، بسبب سرطان الثدي.

## التعليم
تعلمت في Manor High School (Portsmouth, Virginia) ‏.

## وصلات خارجية
- فيرجينيا اندروز على موقع IMDb (الإنجليزية)
- فيرجينيا اندروز على موقع أول موفي (الإنجليزية)
- فيرجينيا اندروز على موقع إن إن دي بي (الإنجليزية)
- فيرجينيا اندروز على موقع قاعدة بيانات الفيلم (الإنجليزية)